# Константиновська
Константи́новська (рос. Константиновская) — присілок у складі Афанасьєвського району Кіровської області, Росія. Входить до складу Ічетовкінського сільського поселення.
Населення становить 50 осіб (2010, 53 у 2002).
Національний склад станом на 2002 рік — росіяни 100 %.